# Nakombogo (Mané)
Pour les articles homonymes, voir Nakombogo.
Nakombogo est une localité située dans le département de Mané de la province du Sanmatenga dans la région Centre-Nord au Burkina Faso.

## Géographie
Nakombogo est situé à 6 km au nord-ouest de Zincko, à 10 km au nord de Mané, le chef-lieu du département, et de la route régionale 14 allant vers Kaya, la capitale régionale distante de 40 km à l'est.

## Économie
Les activités du village reposent essentiellement sur l'agro-pastoralisme.

## Éducation et santé
Le centre de soins le plus proche de Nakombogo est le centre de santé et de promotion sociale (CSPS) de Zincko tandis que le centre hospitalier régional (CHR) se trouve à Kaya.
Le village possède une école primaire publique alors que le collège le plus proche est à Zincko.